# Criophthona baliocrossa
Criophthona baliocrossa là một loài bướm đêm trong họ Crambidae.